# Paragobiodon xanthosoma
Paragobiodon xanthosoma là một loài cá vây tia thuộc họ Cá bống trắng. Chúng được Pieter Bleeker mô tả lần đầu tiên vào năm 1852.